# René Guder
René Guder (* 6. September 1994 in Hamburg) ist ein deutscher Fußballspieler.

## Karriere
Guder begann mit dem Fußballspielen in der Jugend des VfL Maschen. Danach spielte er, bis er 2011 in die U-19 des Hamburger SV wechselte, bei der SG Scharmbeck-Pattensen. Beim HSV absolvierte er für die U-19 33 Ligaspiele mit 8 Toren und zwei DFB-Pokal-Spiele bei zwei erzielten Toren, für die U-23 kam er auf zwei Ligaeinsätze.
2013 wechselte er zu Holstein Kiel II. Nachdem er in der laufenden Saison 2014/15 zuletzt häufig bei Holstein Kiel im Kader stand, gab er am 20. Dezember 2014 beim 0:4-Auswärtssieg gegen Hansa Rostock am 22. Spieltag sein Profidebüt in der 3. Liga, wo er in der 81. Spielminute eingewechselt wurde. Am 26. März 2015 verlängerte er bei seinen Vertrag bis zum 30. Juni 2017.
Zur Saison 2016/17 wurde Guder für eine Saison zum ETSV Weiche Flensburg ausgeliehen. Zur Saison 2017/18 erwarb der in SC Weiche Flensburg 08 umbenannte Klub schließlich die Transferrechte an Guder.
Im Sommer 2018 wechselte Guder in die 3. Liga zum SV Wehen Wiesbaden. Nach 10 Einsätzen wechselte er im Winter 2019 zum Ligakonkurrenten SV Meppen.
Nach dem Ende der Saison 2021/22 werden Guder und der SV Meppen getrennte Wege gehen. Im Juli 2022 schloss er sich daraufhin seinem ehemaligen Verein SC Weiche Flensburg 08 an.